# گرنبوشوو (استان لهستان کوچک‌تر)
گرنبوشوو (به لهستانی:  Gręboszów) یک روستا در لهستان است که در گمینا گرنبوشوو واقع شده‌است.